# 杜乃扬
杜乃扬（1911年—1972年），原名玛丽-罗白尔特·忉雷昂（Marie-Roberte Dolléans），婚后姓名为玛丽-罗白尔特·吉尼亚尔（Marie-Roberte Guignard），原法国国家图书馆研究馆员，东方文献分部主任，汉学研究专家。1911年2月21日出生于法国圣埃蒂安（Saint-Etienne）城。1933年毕业于法国东方语言学院，获得中文和日文大学文凭。
由于她的出色才能，1934年被派到北京图书馆外文部，负责编辑法文图书目录，而中方则派学者王重民到法国国家图书馆手稿部东方分部，从事中文写本目录尤其是敦煌文献目录的编写。
她在北图一直工作到1939年。回到法国后，被认命为法国国家图书馆手稿部东方分部图书馆员，负责管理东方写本馆藏。1944年她与印刷文献部珍本研究馆员雅克∙吉尼亚尔结为伉俪。
在她的亲自监管下， 法图于1961年建成了东方学阅览室，给专家、学者们提供了便利的研究场所。在她的领导下，东方部出版了埃塞俄比亚、高棉、梵文藏书目录，尤其是伯希和敦煌文献目录。
她在法国国家图书馆组织了很多展览，如1948年的“历代文字与图书展”，1951年的“国家印刷局图书艺术史展”，1961年的“泰戈尔文献展”等。
她曾荣任法国亚洲协会理事会理事，并获得多项荣誉，如法国国家荣誉骑士勋章、法国学术界棕榈叶高等骑士（最高级别）勋章和法国艺术与文学骑士勋章。